# Stazione di Catanzaro Lido
Stazione di Catanzaro Lido vasútállomás Olaszországban, Catanzaro Lido településen.

## Vasútvonalak
Az állomást az alábbi vasútvonalak érintik:
- Jonica-vasútvonal
- Lamezia Terme-Catanzaro Lido-vasútvonal

## Kapcsolódó állomások
A vasútállomáshoz az alábbi állomások vannak a legközelebb:
- Stazione di Squillace (Stazione di Reggio di Calabria Centrale)
- Stazione di Simeri Crichi (Stazione di Taranto)
- Stazione di Catanzaro (Stazione di Lamezia Terme Centrale)